# Гиллиган, Винс
Джордж Винсент (Винс) Гиллиган — младший (англ. George Vincent "Vince" Gilligan, Jr.; род. 10 февраля 1967, Ричмонд, Виргиния, США) — американский сценарист, кинорежиссёр и кинопродюсер. Он наиболее известен по своей работе на телевидении: Гиллиган является создателем сериала «Во все тяжкие», его спин-оффа «Лучше звоните Солу», а также сценаристом и продюсером сериала «Секретные материалы».

## Ранние годы
Гиллиган родился в Ричмонде, Виргиния, в семье школьного учителя и страхового агента. Его родители развелись в 1974 году, и Винс вместе с младшим братом Патриком выросли в Фармвилле. В юности Гиллиган подружился с Энгусом Уоллом, и его интерес к кинематографу начался, когда мать Уолла, Джеки, которая также преподавала в той же школе, что и мать Гиллигана, одолжила ему камеру. С помощью этой камеры Гиллиган снимал научно-фантастические фильмы вместе с Патриком. В двенадцать лет Винс закончил свой первый фильм «Космическое крушение». Годом позже он занял первое место в своей возрастной группе на кинематографическом конкурсе в Виргинском университете.
Гиллиган вспоминает Джеки Уолл как одного из самых вдохновляющих людей в своей жизни и говорит, что не был бы там, где он сейчас, если бы не её помощь. Джеки водила своего сына и Винса в кинотеатр, и это стало одной из причин, по которым они оба начали карьеру в кинематографе. Также интерес Гиллигана к кино подогревал его отец: он показывал ему классические фильмы жанра нуар и вестерны с Джоном Уэйном и Клинтом Иствудом.
Гиллиган получил право обучаться в престижном Center for the Arts в Интерлошене, Мичиган. Поначалу он не был уверен в том, что ему стоит оставить семью и полностью менять своё окружение, но мать убедила его. После обучения в Center for the Arts Винс вернулся в Честерфилд, чтобы посещать высшую школу. В 1985 году Гиллиган поступил в Нью-Йоркский университет. Во время обучения он написал сценарий для фильма «Вот такие пироги» (в 1998 году фильм был снят с Дрю Бэрримор в главной роли); за этот сценарий в 1998 году Гиллиган получил премию Virginia Governor’s Screenwriting Award. Одним из членов жюри на этом конкурсе был кинопродюсер Марк Джонсон, который был очень впечатлён творчеством Гиллигана и назвал его «самым изобретательным писателем, которого я когда-либо читал». Именно Джонсон позже познакомил Гиллигана с создателем сериала «Секретные материалы» Крисом Картером.

## Карьера

### Секретные материалы
Первый настоящий прорыв Гиллигана в телеиндустрии произошёл тогда, когда он стал частью съёмочной группы телесериала «Секретные материалы». Винс был большим поклонником этого сериала, лично встречался с его создателем Крисом Картером, а позже написал сценарий, который стал эпизодом второго сезона под названием «Рассеянный свет». После этого Картер пригласил Гиллигана в основную команду сценаристов. Работа Гиллигана в «Секретных материалах» длилась семь лет, в течение которых он выступил как сценарист двадцати шести эпизодов, исполнительный продюсер сорока четырёх эпизодов и продюсер двадцати эпизодов. После этого Винс также работал над спин-оффом — сериалом «Одинокие стрелки».

### Во все тяжкие
Винс Гиллиган наиболее известен как создатель, сценарист, режиссёр и продюсер драматического сериала «Во все тяжкие» на канале AMC. За работу над этим сериалом Гиллиган шесть раз номинировался на престижную премию «Эмми» с 2008 по 2012 годы. Сам сериал номинировался на эту премию четырежды и одержал победу в 2013 году. Как продюсер одну статуэтку получил и Гиллиган. В том же году Гильдия сценаристов США поместила «Во все тяжкие» на тринадцатое место в списке лучших сериалов за всю историю. Помимо этого, Гиллиган дважды был удостоен премии Гильдии сценаристов США за работу над сценарием. Также в 2013 году сериал был занесён в Книгу рекордов Гиннесса как сериал с самым высоким рейтингом. Финал сериала состоялся 29 сентября 2013 года и собрал у экранов аудиторию в 10,3 миллиона зрителей.

### Недавние работы
В сентябре 2013 года было объявлено, что Sony Pictures Television и AMC заключили договор, согласно которому Sony Pictures выступит продюсером спин-оффа «Во все тяжкие» — сериала «Лучше звоните Солу». Сюжет сериала будет сконцентрирован на персонаже Соле Гудмане и его жизни до событий сериала «Во все тяжкие». Гиллиган будет курировать проект, а Боб Оденкёрк вернётся в роли Гудмана.
Позже в этом же месяце был анонсирован сериал «Батл Крик», предположительно готовящийся к выходу в 2014 году на телеканале CBS. Сценарий к сериалу был написан Гиллиганом десять лет назад и повествует о двух полицейских, соревнующихся с агентом ФБР.

## Фильмография

### Кино
| Год  | Название                   | Роль                          |
| ---- | -------------------------- | ----------------------------- |
| 1993 | Почище напалма             | сценарист                     |
| 1998 | Вот такие пироги           | сценарист                     |
| 2007 | A.M.P.E.D.                 | исполнительный продюсер       |
| 2008 | Хэнкок                     | сценарист                     |
| 2019 | Путь: Во все тяжкие. Фильм | режиссёр, сценарист, продюсер |

### Телевидение
| Годы      | Название            | Роль                                                     |
| --------- | ------------------- | -------------------------------------------------------- |
| 1995—2002 | Секретные материалы | сценарист, сопродюсер, продюсер, исполнительный продюсер |
| 1999—2000 | Жестокое царство    | консультирующий продюсер                                 |
| 2001      | Одинокие стрелки    | сценарист, исполнительный продюсер                       |
| 2002      | Убойный отдел       | сценарист                                                |
| 2008—2013 | Во все тяжкие       | сценарист, режиссёр, исполнительный продюсер             |
| 2015      | Батл Крик           | исполнительный продюсер                                  |
| 2015—2022 | Лучше звоните Солу  | сценарист, режиссёр, исполнительный продюсер             |
| 2025      | Плурибус            | сценарист, режиссёр, исполнительный продюсер             |